# نيكولاس هووبر
نيكولاس هووبر (بالإنجليزية: Nicholas Hooper)‏ هو مؤلف موسيقى تصويرية وملحن بريطاني، ولد في 1952 في إنجلترا في المملكة المتحدة.

## وصلات خارجية
- نيكولاس هووبر على موقع IMDb (الإنجليزية)
- نيكولاس هووبر على موقع ميوزك برينز (الإنجليزية)
- نيكولاس هووبر على موقع ديسكوغز (الإنجليزية)
- نيكولاس هووبر على موقع قاعدة بيانات الفيلم (الإنجليزية)